# Casa Esteve Fernández
La Casa Esteve Fernández és un edifici racionalista del municipi de la Garriga (Vallès Oriental) que forma part de l'Inventari del Patrimoni Arquitectònic de Catalunya.

## Descripció
És un habitatge unifamiliar aïllat. Consta de planta baixa i pis. La coberta és plana i està elaborada amb pissarra. Com a elements característics cal destacar la planta circular d'un dels cossos de la casa, amb tancament poligonal, i les finestres de la cantonada. El Magatzem Esteve Fernández és un edifici de planta baixa destinat a magatzem. Al costat hi ha una torre amb coberta plana. La coberta de la nau és corba i està elaborada amb plaques de fibrociment.
És la primera i darrera obra racionalista de la Garriga.